# The Magnus Archives
The Magnus Archives ist ein britischer Horror Fiction-Podcast der Produktionsfirma Rusty Quill, der von 2016 bis 2021 wöchentlich veröffentlicht wurde. Er wurde von Jonathan Sims geschrieben, der auch die gleichnamige Hauptfigur spielt; Regie führte Alexander J. Newall. Der Podcast folgt Jonathan Sims, dem neuen Archivar des Magnus Instituts in London, in dem paranormale Ereignisse recherchiert und archiviert werden.
The Magnus Archives endete nach fünf Staffeln mit Folge 200. Wie im Juni 2020 bekanntgegeben, erschien die letzte Folge am 25. März 2021.

## Entstehung und Produktion
Sims und Newall lernten einander beruflich kennen; Newall arbeitete damals zeitgleich am Aufbau seiner Produktionsfirma Rusty Quill. Die kreative Partnerschaft entstand später, nachdem Newall beim Edinburgh Festival Fringe Sims’ Band, The Mechanisms, auftreten sah, und die Bandmitglieder einlud, mit Rusty Quill zu arbeiten. Sims hatte die Idee, einen Horror-Anthologie Podcast zu machen; Newall unterstützte die Idee, gab ihm aber die Vorgabe, dass der Podcast eine übergreifende Handlung haben sollte.
Ein Großteil der regulären Episoden von The Magnus Archives besteht aus Berichten aus dem Archiv des Magnus Institutes, die der Protagonist John Sims vorliest und aufnimmt; so wird der Anthologie-Aspekt gewahrt. Die übergreifende Handlung kristallisiert sich im Laufe der Zeit durch Verbindungen zwischen den, ursprünglich willkürlich erscheinenden, Berichten heraus.
The Magnus Archives besteht aus fünf Staffeln mit je 40 Episoden. Sims hat die Handlung von Anfang an auf fünf Staffeln ausgelegt und das Ende des Podcasts schon während der ursprünglichen Planung festgelegt. Die fünfte Staffel startete wie geplant am 2. April 2020; die weitere Produktion und Veröffentlichung verzögerte sich jedoch aufgrund der COVID-19-Pandemie. Die Produktion des Podcasts wird über Patreon finanziert.

## Handlung

### Staffel 1
Das Archiv des Magnus Instituts beherbergt eine große Menge schriftlicher Berichte über Begegnungen mit dem Paranormalen. Nach dem Verschwinden der alten Archivarin, Gertrude Robinson, wird John zum Archivar befördert. Sein Plan ist, das Archiv zu digitalisieren und Tonbandaufnahmen der Berichte anfertigen; außerdem versuchen John und seine Assistenten Martin, Tim und Sasha abschließende Recherchen zu den Berichten zu machen und Ordnung in das scheinbar willkürliche Chaos zu bringen, das Gertrude im Archiv hinterlassen hat.
John ist ein Skeptiker und verwirft die meisten Berichte als Zufälle oder erfundenen Unsinn. Jedoch häufen sich Berichte über Begegnungen mit Jane Prentiss, einer Frau, deren Körper von einem Schwarm Würmer übernommen wurde. Schließlich begegnet Martin Jane Prentiss, während er Nachforschungen zu einem Bericht anstellt, wird von ihr bis nach Hause verfolgt und in seiner Wohnung eingesperrt. Nach zwei Wochen kann er sich befreien und John erzählen, was passiert ist. Von da an tauchen mehr und mehr von Jane Prentiss’ Würmern in und um das Magnus Institut auf. Sasha wird von „Michael“, The Distortion, kontaktiert, und erfährt von ihm, dass Jane Prentiss mit Feuerlöschern abgewehrt werden kann.
Die Situation eskaliert als Jane Prentiss selbst erscheint und das Institut angreift. Im Laufe der Invasion entdecken John, Tim und Martin geheime Tunnel unter dem Institut, die sie zur Flucht nutzen. Martin wird von den anderen getrennt und entdeckt die Leiche von Gertrude Robinson. Sasha wird währenddessen von einer Kreatur namens Not-Them getötet, die von da an ihre Identität übernimmt; die anderen bemerken den Unterschied zwischen Sasha und Nicht-Sasha nicht.

### Staffel 2
Nach Jane Prentiss’ Angriff macht sich Misstrauen unter den Mitarbeitern des Archivs breit. Besonders John wird zunehmend paranoider, da Gertrudes Leiche bestätigt, dass seine Vorgängerin ermordet wurde. Neben der offiziellen polizeilichen Untersuchung, geführt von Basira Hussein und Daisy Tonner, stellt John eigene Nachforschungen an. John vermutet, dass jemand aus dem Institut Gertrude getötet hat, und spioniert seinen Kollegen nach; besonders Tim fühlt sich davon angegriffen, während Martin John weiter in Schutz nimmt.
John liest einige Berichte, über Begegnungen mit den Not-Thems: Kreaturen, die eine Person komplett ersetzen und aus der Erinnerung aller löschen; nur eine Person kann sich danach noch an das Original erinnert. Als Melanie King das Institut aufsucht und verwirrt fragt, wo Sasha ist, bemerkt John, dass etwas nicht stimmt. Denn Melanie hatte das Magnus Institut schon einmal vor Jane Prentiss’ Angriff besucht und kannte die echte Sasha. John realisiert, dass Sasha ersetzt wurde und findet heraus, dass die Kreatur an ein Artefakt im Institut gebunden ist. Er hofft, die Kreatur zu töten, indem er das Artefakt zerstört; dieses hatte die Kreatur jedoch gebunden und John hat sie nun befreit.
Nicht-Sasha versucht John zu töten. Bei seiner Flucht durch die Tunnel unter dem Institut, wird er von Jurgen Leitner gerettet, der Nicht-Sasha mithilfe eines Buchs in den Tunnel einsperrt. Anschließend klärt er John darüber auf, dass alle echten Berichte im Archiv auf 14 gottähnliche Wesen zurückzuführen sind, die Manifestationen verschiedener Ängste darstellen, sich von Angst ernähren und unsere Welt aus einer anderen Dimension beeinflussen. Außerdem vermutet Leitner, dass Elias Bouchard, Leiter des Magnus Instituts, Gertrude umgebracht hat.
John geht nach draußen, um diese neuen Informationen zu verarbeiten; in der Zwischenzeit ermordet Elias Leitner und lässt die Leiche in Johns Büro zurück. Als John zurückkehrt, realisiert er, dass er für den Mord verantwortlich gemacht werden wird und flieht.

### Staffel 3
John wird polizeilich gesucht und taucht er bei seiner Ex-Freundin, Georgie Barker, unter. Währenddessen versucht Daisy aus Martin, Tim und Elias herauszubekommen, wo John sich aufhält. Eines Tages besucht Melanie das Institut und Elias bietet ihr Sashas alten Job an, den Melanie annimmt. Da Melanie und Georgie befreundet sind, erfährt John von ihrer neuen Position und überredet Melanie, seine Quelle im Institut zu sein.
Von einer Kassette aus dem Institut erfährt John von einem Ritual namens The Unknowing. Mit diesem Ritual wollen Nikola Orsinov und andere Anhänger von The Stranger, einem der 14 Wesen, dieses in unsere Welt bringen und die Welt damit beenden. Basira, die mittlerweile keine Polizistin mehr ist, taucht im Institut auf und sucht nach Daisy, die seit Wochen nicht im Polizeirevier gesehen wurde.
In der Zwischenzeit spricht John mit mehreren Avataren, „Dienern“ der Wesen, um herauszufinden, wie man das Unknowing verhindern kann. John selbst ist auch ein Avatar und an The Eye gebunden – dazu gehört, dass Leute unfähig sind John nicht zu antworten, wenn er ihnen eine Frage stellt, aber auch, dass er weiter Berichte vorlesen muss; tut er das nicht, fühlt er sich krank. Schließlich findet Daisy John und will ihn umbringen, weil sie ihn für einen Mörder und ein Monster hält. Basira taucht auf und hält sie in letzter Minute davon ab. Sie schlägt vor, Johns neu entdeckte Kräfte zu nutzen, um Elias die Morde an Gertrude und Leitner gestehen zu lassen.
Bei der folgenden Konfrontation mit Elias gesteht dieser die Morde und erklärt, dass er das „Herz“ des Instituts ist: stirbt er, sterben auch alle Angestellten. Es wird auch offenbart, dass die Mitarbeiter des Archivs nicht in der Lage sind ihren Job zu kündigen. Um ein Druckmittel gegen Daisy zu haben, die ihn umbringen will, zwingt Elias Basira einen Arbeitsvertrag zu unterschreiben.
Durch Gertrudes Aufzeichnungen erfahren John und die anderen, dass der Schlüssel das Unknowing zu verhindern darin liegt, das begonnene Ritual im richtigen Moment zu unterbrechen. John, Tim, Basira und Daisy versuchen das Ritual zu stoppen, während Martin und Melanie im Institut zurückbleiben um Beweismaterial gegen Elias zu sammeln.
Es gelingt The Unknowing zu verhindern – jedoch stirbt Tim dabei, Daisy verschwindet und John fällt in ein Koma. Elias wird aufgrund der Beweise, die Melanie und Martin gesammelt haben, verhaftet; jedoch war Elias auf diesen Fall vorbereitet. Daher taucht Peter Lukas, Freund von Elias und Avatar von The Lonely, auf und übernimmt in Elias’ Abwesenheit die Leitung des Instituts.

### Staffel 4
Nachdem John von Oliver Banks den Rat bekommt, dass er sich für den Tod als Mensch oder das Leben als Avatar entscheiden muss, wacht er nach sechs Monaten aus dem Koma auf. Er erfährt von Basira, dass Martin sich von den anderen isoliert und, dass das Institut in Johns Abwesenheit mehrmals von Avataren anderer Wesen attackiert wurde. Melanie gibt John die Schuld für alles, auch für den Tod von Tim und Daisy. John und Basira finden jedoch heraus, dass Daisy nicht getötet wurde, sondern in einem paranormalen Sarg eingesperrt wurde, einer Manifestation des Wesens The Buried. John gelingt es, Daisy aus dem Sarg zu retten.
Martin arbeitet als Peter Lukas’ Assistent und erfährt von ihm, dass es ein 15. Wesen, The Extinction, geben könnte. Da ein erfolgreiches Ritual dieses Wesens alles Leben auslöschen würde, will Peter Lukas es mit Martins Hilfe verhindern.
Basira besucht Elias im Gefängnis und erfährt von ihm, dass die Anhänger von The Dark ein Ritual in Ny-Ålesund versuchen werden. Sie reist mit John nach Norwegen, um das Ritual zu verhindern. Die anderen Assistenten erfahren in der Zwischenzeit, dass John mehr und mehr seinem Dasein als Avatar verfällt und sich vom Trauma unschuldiger Leute ernährt – er zwingt sie mit seinen Fähigkeiten, ihm von ihren Begegnungen mit dem Paranormalen zu erzählen, woraufhin sie von intensiven Albträumen geplagt werden.
Schließlich spitzt die Lage sich zu. Basira informiert die anderen, dass Elias aus dem Gefängnis ausgebrochen ist. Währenddessen führt Peter Martin zum Zentrum der Tunnel unter dem Institut, wo ein Panopticon liegt. Dort finden sie den Körper von Jonah Magnus, dem Gründer des Instituts – jedoch ohne seine Augen. Parallel dazu finden John, Basira und Daisy eine Kassette, mit der Aufnahme von Elias’ Konfrontation mit Gertrude, die zu ihrem Tod führte. So erfahren auch sie, dass Jonah Magnus seit 200 Jahren sein Leben verlängert, indem er seine Augen immer wieder in neue Körper einpflanzt – aktuell dem von Elias Bouchard. Plötzlich tauchen Trevor Herbert, Julia Montauk und die von Peter Lukas befreite Nicht-Sasha auf, und greifen das Institut an. Daisy versucht sie aufzuhalten, während John Martin helfen will. Im Panopticon versucht Peter Martin zu überzeugen, Jonahs Körper zu töten und so seinen Platz im Panopticon einzunehmen; Martin könnte so Wissen über The Extinction erhalten und dessen Ritual verhindern. Martin weigert sich und wird von Peter ins Reich von The Lonely verbannt. John folgt Martin ins Panopticon, erfährt vom ebenfalls anwesenden Elias was passiert ist, und beschließt Martin zu retten.
John gelingt es, Martin zu befreien, und die beiden tauchen in Schottland unter. Einige Wochen später erhalten sie ein Paket von Basira mit Berichten aus dem Institut, die John zum Überleben braucht. John beginnt einen der Berichte zu lesen, jedoch handelt es sich um eine Falle: der Bericht ist von Jonah Magnus und enthält ein Ritual, das alle Wesen auf einmal in die reale Welt holen soll. John, ein Avatar der mit allen Wesen in Berührung gekommen ist, vollzieht durch sein Vorlesen das Ritual und startet so das Ende der Welt.

### Staffel 5
Jonahs Ritual hat die Welt einem Wandel unterzogen. Menschen sind nun in verschiedenen Gebieten für spezifische Ängste gefangen, wo sie von Avataren gefoltert werden. John und Martin reisen Richtung London, um Jonah zu konfrontieren und den Wandel rückgängig zu machen. Johns Fähigkeiten sind stärker als vorher und er kann nun andere Avatare, die ihm in der Vergangenheit Probleme bereitet haben, mit nur ein paar Worten vernichten. Martin unterstützt zunächst Johns Rachefeldzug, erfährt jedoch von John, dass der Tod von Avataren die Welt nicht besser macht und unschuldige Menschen trotzdem weiter leiden. Martin erhält unterwegs Anrufe von Annabelle Cane, die andeutet helfen zu können; Martin steht ihr jedoch ablehnend gegenüber, da er nicht von ihr manipuliert werden will.
John und Martin treffen schließlich auf Basira. Basiras Ziel ist es, Daisy zu finden, die durch den Wandel in ein animalisches Monster verwandelt wurde und mordend durch das Land zieht. Als die Gruppe Daisy schließlich findet, erkennt diese niemanden außer Basira und greift John an. Daisy bietet Basira an, sich ihr anzuschließen; Basira tötet sie jedoch, da Daisy nicht mehr sie selbst ist und es keine Möglichkeit gibt, sie zurückzuverwandeln. John und Martin ziehen allein weiter, um Basira Zeit für sich zu geben.
In London angekommen, findet Martin einen Eingang zu den Tunneln unter dem Institut, wo sie auf Georgie und Melanie treffen, die sich dort mit einigen Überlebenden verstecken. Die Tunnel sind unberührt vom Wandel. Georgie und Melanie sind vom Wandel ebenfalls nicht beeinflusst, da Georgie keine Angst spüren kann und Melanie blind ist. Durch die Tunnel finden sie einen Eingang zum Panopticon. Dort finden John und Martin Jonah Magnus vor. Er ist The Eyes „Pupille“ geworden: er stellt die Verbindung der Wesen zur Welt da, und durch ihn werden alle Angst und Schmerz der Welt geleitet. John meint, Jonah sei nur noch eine Hülle, und kann sie weder erkennen noch mit ihnen interagieren. John ist außerdem der einzige, der Jonah töten kann. Dadurch würde er Jonahs Platz als Pupille einnehmen. John argumentiert, dass das vielleicht die einzige Lösung sei, die Welt zu verbessern. Da der Platz als Pupille für John vorgesehen war, würde er, im Gegensatz zu Jonah, er selbst bleiben, hätte aber mehr Macht und könnte die Angst in der Welt fairer umverteilen. Martin lehnt diesen Vorschlag ab und es kommt zum Streit. John geht nach draußen, um sich zu beruhigen. In der Zwischenzeit taucht Annabelle Cane in den Tunneln auf und bietet Martin an, ihm von einer alternativen Lösung zu erzählen, wenn er sie begleitet. Sie brechen nach Hill Top Road in Oxford auf; dort steht ein Haus, wo The Web besonders viel Einfluss hat. John folgt ihnen und trifft unterwegs Basira, die sich ihm anschließt.
In Hill Top Road offenbart Annabelle ihren Plan: unter Hill Top Road befindet sich ein Riss in der Realität. Durch diesen Riss wäre es möglich, die Wesen in Parallelwelten zu schicken. Dazu müssen zeitgleich das Archiv und die Pupille im Panopticon zerstört werden, um die Verbindung der Wesen zu dieser Welt zu trennen. Annabelles Motivation ist, dass die Apokalypse auf Dauer nicht tragbar ist: die Menschheit würde irgendwann aussterben, wodurch die Wesen ihre Nahrungsquelle verlieren und selbst sterben würden. John, Martin und Basira reisen wieder nach London, wo sie Georgie und Melanie von der möglichen Lösung erzählen. Es folgt eine Diskussion: entweder lassen sie die eigene Welt sterben, und löschen so auch die Wesen aus, oder, sie retten ihre Welt und infizieren dafür andere Welten mit den Wesen. John will die Wesen vernichten, die Gruppe stimmt aber dafür, die Wesen zu verbannen.
John schleicht sich trotzdem allein ins Panopticon, tötet Jonah Magnus, und nimmt seinen Platz als Pupille ein. Martin folgt ihm, um ihn aufzuhalten, kommt aber zu spät. Georgie, Melanie und Basira zerstören zeitgleich das Archiv. Dadurch beginnt der Prozess, die Wesen aus dieser Welt zu verbannen, und das Panopticon beginnt einzustürzen. John glaubt, die Wesen trotzdem in ihrer Welt festhalten zu können. Allerdings will er Martin nicht sterben sehen, und Martin weigert sich ohne John aus dem einstürzenden Gebäude zu fliehen. John bittet Martin, ihn zu töten. Ihm ist unklar, ob sie dadurch beide sterben, oder mit den Wesen in eine andere Welt gezogen werden, aber sie würden zusammen bleiben. Martin ersticht Jon.
In der letzten Szene ist die Welt wieder normal. Basira, Georgie und Melanie finden in den Trümmern des Panopticons ein laufendes Tonband. Sie haben John und Martins Leichen nicht gefunden und bedauern, nicht zu wissen, was aus ihnen geworden ist. Bevor Basira das Tonband abschaltet, entschuldigt sie sich bei den eventuellen Zuhörern in anderen Welten, und wünscht ihnen Glück.

## Figuren

### Hauptfiguren
Jonathan „John“ Sims (Jonathan Sims): John ist der neue Archivar des Magnus Institutes. Zu Beginn gibt John vor, ein Skeptiker zu sein, und nicht an das Übernatürliche zu glauben. Tatsächlich hatte er jedoch in seiner Kindheit eine Begegnung mit einem Monster, welche ihn tief traumatisiert und eine Arachnophobie ausgelöst hat. John arbeitete ursprünglich in der Forschungsabteilung des Instituts, bevor er nach Gertrudes Verschwinden zum Archivar befördert wurde, obwohl er keinerlei Erfahrung im Archivieren hat. Nach dem Fund von Gertrudes Leiche wird John immer paranoider und spioniert seinen Assistenten nach, was zum Bruch seiner Freundschaft mit Tim führt. Sein anfangs unfreundliches und später paranoides Verhalten bessert sich jedoch, und John entpuppt sich als aufopferungsvoller Freund. Im Laufe der Zeit bemerkt John, dass er als Avatar von The Eye diverse Fähigkeiten entwickelt, z. B. sind Andere nicht in der Lage, Fragen von John nicht zu beantworten, und John weiß manchmal Dinge, die er eigentlich nicht wissen kann. John realisiert allerdings auch, dass er eine Abhängigkeit entwickelt hat: nimmt er zu lange keine Berichte auf, wird er krank. In Staffel 5 ist John durch den Wandel quasi allwissend und hat die Fähigkeit The Eye auf Feinde zu fokussieren und so zu zerstören.
John hat im Laufe der Handlung mehrere negative Begegnungen mit anderen Avataren, die zu einer Vielzahl an Narben am ganzen Körper geführt haben. Nach den Ereignissen von Folge 159 The Last, flieht John zusammen mit Martin nach Schottland, wo die beiden ein Paar werden. In einer Q&A-Folge haben Sims und Newall bestätigt, dass John asexuell ist. Sein Schicksal am Ende der letzten Folge ist unklar.
Martin Blackwood (Alexander J. Newall): Martin ist einer der drei ursprünglichen Assistenten im Archiv, und wurde von Elias dorthin transferiert. Er hinterlässt einen schlechten ersten Eindruck bei John, und verfestigt diesen durch sein nervöses und teilweise inkompetentes Verhalten. Nachdem er von Jane Prentiss in seiner Wohnung eingesperrt wurde, lebt Martin temporär im Archiv. In Staffel 2 stellt sich heraus, dass Martin auf seinem Lebenslauf gelogen hat und weder einen Master- noch einen Schulabschluss hat, da er seine Mutter finanziell unterstützen musste. Martin entwickelt trotz Johns unfreundlicher Art Gefühle für ihn. Während Johns Abwesenheit in Staffel 3 nimmt Martin selbst Berichte auf. In Staffel 4 arbeitet Martin als Peter Lukas’ Assistent. Durch seine Zeit mit Peter Lukas wird Martin auch an The Lonely gebunden, neben seiner bestehenden Verbindung zu The Eye, die alle im Archiv angestellten haben. Sein Schicksal am Ende der letzten Folge ist unklar.
Elias Bouchard (Ben Meredith): Elias ist der Leiter des Magnus Institutes. Er ist ein Avatar von The Eye und bezeichnet sich als „Herz“ des Institutes: stirbt er, sterben auch alle Angestellten. Er kann fast alles sehen und wissen, worauf er sich konzentriert, sowieso Anderen Wissen bzw. Erinnerungen einpflanzen. In Folge 160 The Eye Opens offenbart Elias, dass er eigentlich Jonah Magnus, der Gründer des Magnus Institutes ist. Jonah hat sein Leben verlängert, indem er seine Augen in neue Körper eingepflanzt hat. Sein originaler Körper befindet sich im Panopticon unter dem Institut. In der finalen Folge wird er von John getötet.
Timothy „Tim“ Stoker (Mike LeBeau): Tim ist einer der ursprünglichen drei Assistenten im Archiv. Er arbeitete mit John und Sasha in der Forschungsabteilung, bevor er auf Johns Wunsch ins Archiv transferiert wurde. Tim fing an im Institut zu arbeiten, um herauszufinden, was seinen Bruder getötet hat. Tim ist zu Beginn ein fröhlicher Mensch, der oft durch Flirten Informationen beschafft. Im Laufe der Zeit wird Tim immer verbitterter, sowohl aufgrund von Johns paranoidem Verhalten, als auch wegen der immer gefährlicheren Umstände. In Folge 119 Stranger and Stranger stirbt Tim beim Auslösen der Explosion um das Unknowing aufzuhalten.
Sasha James (Lottie Broomhall): Sasha ist eine drei ursprünglichen Assistenten im Archiv. Bevor sie auf Johns Wunsch ins Archiv transferiert wurde, arbeitete sie zuerst im  Artefaktelager des Instituts und danach in der Forschungsabteilung. In Folge 39 Infestation flieht Sasha während Jane Prentiss’ Angriff in das Artefaktelager. Dort kommt sie mit einer Kreatur namens Not-Them in Kontakt. Das Not-Them tötet Sasha und übernimmt ihre Identität.
Obwohl Nicht-Sasha (jetzt gespielt von Evelyn Hewitt) komplett anders aussieht, bemerkt niemand, dass Sasha ersetzt wurde, da Not-Thems auch die Erinnerungen Anderer an ihr Opfer überschreiben können. Die Einzige, die sich noch an Sasha erinnern kann, und Nicht-Sasha als neue Person wahrnimmt, ist Melanie King. Beim Versuch John zu töten, wird Nicht-Sasha von Jurgen Leitner eingesperrt. In Folge 158 Panopticon befreit Peter Lukas Nicht-Sasha, um für eine Ablenkung zu sorgen; Nicht-Sasha nutzt die Chance auf Rache und greift die Menschen im Institut an. In Folge 165 Revolutions treffen John und Martin während ihrer Reise nach London auf Nicht-Sasha. John tötet sie mithilfe seiner Kräfte, um Sasha zu rächen.
Basira Hussain (Frank Voss): Basira ist eine Polizistin, die den Mord an Gertrude Robinson untersucht. Obwohl sie John untersucht, versteht sie sich gut mit ihm und lässt ihm die Tonbänder zukommen, die zusammen mit Gertrudes Leiche gefunden wurden. Basira ist Teil einer Gruppe Polizisten, die mit paranormalen Fällen Erfahrung haben. Nach einem besonders intensiven Fall kündigt Basira ihren Job als Polizistin. Nachdem sie einen Arbeitsvertrag für das Magnus Institut unterschreiben muss, hilft sie mit den Berichten im Archiv. In Staffel 4 ist sie oft abwesend und geht Hinweisen nach, die sie von Elias aus dem Gefängnis erhält. Nachdem sie erfährt, dass John Unschuldige traumatisiert, indem er sie zwingt Berichte zu machen, droht sie, ihn zu töten, falls er sich nicht in den Griff bekommt. Nach dem Wandel reist Basira durch die Welt und verfolgt Daisy, um ihr Versprechen, sie zu töten, einzulösen. Basira ist Teil der Gruppe, die das Archiv zerstört, um die Wesen in andere Welten zu schicken.
Alice „Daisy“ Tonner (Fay Roberts): Daisy ist eine Polizistin, die Erfahrung mit dem Paranormalen hat, und daher für solche Fälle eingesetzt wird. Sie arbeitet mit Basira zusammen. Sie wird von The Hunt beeinflusst, was sie skrupellos und brutal beim Verfolgen und Beseitigen von Verdächtigen und Monstern macht. In Staffel 3 verfolgt sie John, da sie ihn für den Mörder von Jurgen Leitner und ein Monster hält. Nachdem Elias Basira im Institut angestellt hat, fängt Daisy an für ihn Aufträge zu erledigen. Sie ist Teil der Gruppe, die das Unknowing aufhält, wird dabei jedoch in einem Sarg, ein Artefakt des Wesens The Buried, eingesperrt. John gelingt es später sie zu befreien.
Ihre Zeit im Sarg hat The Hunts Einfluss auf Daisy gelockert. Sie beschließt, sich nicht mehr von The Hunt kontrollieren zu lassen, da sie ein besserer Mensch sein will. Dadurch wird Daisy im Laufe der Zeit immer schwächer und kränker. In Folge 158 Panopticon übergibt sich Daisy komplett The Hunt um Julia Montauk und Trevor Herbert, die das Institut angreifen, aufzuhalten. Vorher lässt sie Basira versprechen, dass sie Daisy töten wird, wenn die Gefahr vorbei ist. Nach dem Wandel zieht Daisy jagend als animalisches Monster durch die Welt. In Folge 179 Accomplice erfüllt Basira ihr Versprechen und tötet Daisy.
Melanie King (Lydia Nicholas): Melanie hostet einen YouTube-Kanal namens Ghost Hunt UK. Sie besucht das Magnus Institut mehrmals, um Berichte über paranormale Ereignisse zu machen. Das Ghost Hunt UK Team zerfällt jedoch, und nach einem viralen Video von Melanies Verhaftung bei einer Geisterjagd, verliert diese endgültig ihren Ruf. Bei Nachforschungen zu einem Geist in Indien, wird Melanie von diesem Geist angeschossen; Ärzte versorgen zwar die Wunde, finden aber keine Kugel.
In Folge 84 Possessive bekommt Melanie ein Jobangebot von Elias und übernimmt Sashas alte Rolle als Assistentin. Nachdem Melanie erfährt, dass die Mitarbeiter des Archivs an Elias gebunden sind und nicht kündigen können, versucht sie mehrere Male Elias zu töten. Im Laufe der Zeit wird Melanie immer aggressiver; es stellt sich heraus, dass die Geisterkugel aus Indien noch in ihr steckt und sie so von The Slaughter beeinflusst wird. John und Basira betäuben Melanie ohne ihr Einverständnis und entfernen die Kugel, wodurch Melanies Verhalten sich wieder normalisiert. Nachdem Melanie von John erfährt, dass man das Institut nur verlassen kann, indem man sich blendet, blendet Melanie sich selbst und zieht mit Georgie zusammen, mit der sie zusammengekommen ist. In Staffel 5 leben Melanie und Georgie mit anderen Überlebenden in den Tunneln unter dem Institut. Aufgrund ihrer Blindheit wird sie vom Wandel nicht beeinflusst und kann sich frei durch die Welt bewegen. Die anderen Überlebenden halten sie und Georgie daher für Propheten. Melanie ist Teil der Gruppe, die das Archiv zerstört, um die Wesen in andere Welten zu schicken.
Peter Lukas (Alasdair Stuart): Peter Lukas ist ein Avatar von The Lonely und Kapitän des Schiffs The Tundra. In Staffel 4 vertritt er Elias und arbeitet als Leiter des Magnus Instituts. Peter schloss eine Wette mit Elias ab, ob es ihm gelingen würde, einen der Institutsmitarbeiter zu The Lonely zu bekehren. Sollte er gewinnen, bekommt er das Institut und das Panopticon. Daher macht er Martin zu seinem Assistenten und sorgt dafür, dass er isoliert von den anderen ist. Martin weigert sich jedoch Elias Platz im Panopticon einzunehmen, woraufhin Peter in The Lonely verbannt. Peter wird in Folge 159 The Last von John getötet, als dieser Martin rettet.
Gertrude Robinson (Sue Sims): Gertrude war die Archivarin vor John. Sie arbeitete ca. 50 Jahre in dieser Position. Gertrude wusste von den Wesen und stoppte im Laufe der Zeit mehrere Rituale. Nachdem sie vom Panopticon und Elias’ wahrer Identität erfahren hatte, plante sie, Elias zu töten und das Institut im Brand zu setzen. Elias erfuhr jedoch von ihrem Plan und erschoss sie. Wie John, nahm auch Gertrude Berichte und eigene Observationen auf Tonbändern auf. Diese Tonbänder wurde zusammen mit ihrer Leiche gewunden und gelangten letztendlich zu John.
Georgie Barker (Sasha Sienna): Georgie ist Host des Podcasts What The Ghost? und Johns Ex-Freundin aus Universitätstagen. John taucht bei Georgie unter, als er nach Leitners Ermordung polizeilich gesucht wird. Während dieser Zeit gesteht Georgie, dass sie selbst ein paranormales Erlebnis hatte und seitdem unfähig ist, Angst zu fühlen. Nach Johns Koma zerfällt ihre Beziehung zu John wieder, da sie Johns Verhalten und Entscheidungen für selbstzerstörerisch hält, und sie nicht weiter in die Geschehnisse um das Magnus Institut hineingezogen werden will. Sie kommt mit Melanie zusammen und Melanie zieht bei ihr ein, nachdem sie das Institut verlässt und sich selbst blendet. Nach dem Wandel verstecken sich Georgie und Melanie in den Tunneln. Weil Georgie keine Angst fühlen kann, wird sie vom Wandel nicht beeinflusst und ist in der Lage, Menschen aus Angstgebieten herauszuziehen. Die Überlebenden, die Georgie und Melanie so in die Tunnel gebracht haben, halten die beiden daher für Propheten. Georgie entschuldigt sich dafür, sich von John abgeschnitten zu haben. Georgie ist Teil der Gruppe, die das Archiv zerstört, um die Wesen in andere Welten zu schicken.

### Nebenfiguren
Jane Prentiss (Hannah Brankin): Jane Prentiss ist eine Frau, die von einem paranormalen Schwarm Würmern infiziert wurde. Sie ist am ganzen Körper mit Löchern übersät, die von den Würmern verursacht wurden. Die Würmer können sich in andere Menschen bohren und so weitere Leute infizieren. Jane kann mit Feuerlöschern abgewehrt werden, da sie und die Würmer negativ auf Kohlenstoffdioxid reagieren. Jane stirbt während ihres Angriffs auf das Institut, nachdem Elias die Feuerlöschanlage manuell aktiviert, welches in Vorbereitung auf Jane auf eine CO2-Löschanlage umgestellt wurde.
Jurgen Leitner (Paul Sims): Jurgen Leitner ist ein Buchsammler, der sich auf paranormale Bücher spezialisiert. Sein Ziel war, die Bücher zu erforschen und zu verhindern, dass sie in der Außenwelt Schaden anrichten. Die Bücher ließ er mit einem Exlibris versehen („aus der Bibliothek von Jurgen Leitner“). Nachdem seine Bibliothek von Avataren zerstört wurde, gelangten die Bücher, nun mit seinem Namen versehen, wieder in Umlauf und Leitner tauchte unter. Da die Kräfte der Bücher zum Tod vieler Menschen geführt haben, wird Leitner von vielen Menschen aus Rache gejagt. Er versteckt sich letztendlich in den Tunneln unter dem Institut und arbeitet einige Jahre mit Gertrude zusammen. Nachdem er John vor dem Not-Them rettet, ist Leitner der Erste, der John über die 14 Wesen aufklärt. In Folge 80 The Librarian wird Leitner von Elias in Johns Büro getötet.
The Distortion („Michael“ / „Helen“) (Luke Booys / Imogen Harris): The Distortion ist ein Avatar von The Spiral. Es kann Türen manifestieren, die zu sich immer verändernden Korridoren führen, wo Opfer gefangen werden. The Distortion stellt sich ursprünglich als Michael (Luke Booys) vor und hat die Gestalt von Michael Shelley, einem von Gertrudes Assistenten. Später nimmt es die Form von Helen Richardson (Imogen Harris) an, die zuvor Opfer der Korridore wurde. Manchmal hilft es John und den Assistenten, manchmal behindert es. The Distortion verbirgt bewusst seine Motive um Unsicherheit zu streuen. Nach dem Wandel macht es klar, dass ihm die neue Welt gefällt. In Folge 187 Checking Out wird The Distortion von John getötet, da John zu dem Schluss kommt, dass es versuchen wird, ihn und Martin von ihren Plänen abzuhalten.
Breekon (Martin Corcoran) und Hope (Steven Violich): Breekon und Hope sind zwei menschlich wirkende Lieferanten, die in der Regel paranormale Objekte transportieren. Sie haben den Not-Them Tisch, der Sasha umgebracht hat an das Institut geliefert. Außerdem transportieren sie einen Sarg, der eine Manifestation von The Buried ist und seine Opfer dort einsperrt. In Staffel 3 unterstützen sie Nikola Orsinov bei der Umsetzung des Unknowings. Während des Unknowings wird Hope von Daisy getötet, woraufhin Breekon sie in dem Sarg einsperrt. Nach dem Wandel bittet Breekon John ihn zu töten, da seine Existenz allein keinen Sinn mehr macht.
Nikola Orsinov (Jessica Law): Nikola ist eine als Zirkusdirektor gekleidete Schaufensterpuppe.  Nikola wurde aus den Überresten von Joseph Grimaldi geschaffen, tötete anschließend ihren Erschaffer, Gregor Orsinov, und übernahm die Leitung des paranormalen Circus of the Other. Sie vertritt The Stranger und ist die treibende Kraft hinter dem Unknowing. Sie ist außerdem für den Tod von Tims Bruder verantwortlich. Nikola stirbt in Folge 119 Stranger and Stranger als Tim eine Explosion auslöst, um das Unknowing aufzuhalten.
Julia Montauk (Francesca Renée Reid) und Trevor Herbert (Ian Hayles): Julia und Trevor sind zwei Avatare von The Hunt, die gemeinsam Monster jagen. Sie treffen John in den Vereinigten Staaten, als dieser die Welt bereist um Informationen über das Unknowing zu sammeln. Sie lassen John ihr Skin Book konsultieren, welches ihnen bei der Monsterjagd hilft. Das Buch enthält die Geister verstorbener Menschen. Nachdem sie realisieren, dass John eine der Seiten gestohlen und zerstört hat, folgen sie ihm nach London und drohen ihn zu töten. Sie kehren in Folge 158 Panopticon zurück und greifen das Institut zeitgleich mit Nicht-Sasha an. Daisy hält sie auf und tötet Julia. Trevor wird nach dem Wandel von Basira erschossen.
Gerard „Gerry“ Keay (Jon Gracey): Gerry ist ein junger Mann, der von seiner Mutter schon früh über das Paranormale aufgeklärt wurde. Er nutzt sein Wissen später, um Leitners Bücher zu finden und zu zerstören. Er arbeitet eine Zeit lang mit Gertrude zusammen und recherchiert mit ihr das Unknowing. Nachdem Gerry plötzlich an einem Gehirntumor stirbt, bindet Gertrude ihn in das Skin Book seiner Mutter. Dadurch kann Gerry als Geist erscheinen. Gerry klärt so Julia Montauk und Trevor Herbert, die in Besitz des Buchs kommen, über Monster auf. Er spricht mit John und klärt ihn über die Wesen auf. Im Gegenzug bittet er John darum, seine Buchseite zu zerstören, da seine Existenz als Geist schmerzhaft ist. John kommt Gerrys Wunsch nach und Gerry stirbt endgültig.
Oliver Banks (Russell Smith): Oliver ist ein Avatar von The End. Er hat die Fähigkeit zu sehen, welche Leute bald sterben. In Folge 121 Far Away besucht er John während seines Komas im Krankenhaus und erklärt ihm, dass er sich aktiv dafür entscheiden muss, als Mensch zu sterben oder als Avatar weiterzuleben, um seinem Koma zu entkommen. Nach dem Wandel erfährt John aus einem Bericht von Oliver in Folge 168 Roots, dass Menschen in Gebieten von The End immer noch sterben können, dass aber keine neuen Menschen geboren werden. Die Wesen würden daher letztendlich selbst sterben, da sie nach dem Aussterben der Menschheit keine Nahrungsquelle mehr haben.
Annabelle Cane (Chioma Nwalioba): Annabelle ist ein Avatar von The Web. Sie hat die Fähigkeit, Gedanken und Handlungen von Menschen zu manipulieren. Nach dem Wandel versucht sie mehrmals Kontakt mit Martin aufzunehmen und behauptet helfen zu wollen. In Folge 197 Connected erklärt sie John, Martin und Basira, dass sich unter Hill Top Road ein Riss in der Realität befindet, über den die Wesen in ein Paralleluniversum verbannt werden könnten.

## Wesen
Die Wesen (engl. Entities, auch Fears („Ängste“) oder (Dread) Powers („(Furcht-)Mächte“) genannt) sind Manifestationen von tiefsitzenden Ängsten. Sie existieren außerhalb unserer Realität, können diese aber beeinflussen, z. B. durch Leitners Bücher, Artefakte, oder Avatare. Avatare sind Menschen, die an Wesen gebunden sind oder ihnen dienen. Sie erhalten dadurch in der Regel übernatürliche Kräfte, verlieren aber an Menschlichkeit und müssen ihr Wesen „ernähren“ um nicht selbst einzugehen. Es gibt Rituale, die Wesen in unsere Realität bringen können, wodurch die Welt im Sinne des Wesens gewandelt werden würde. Die ursprüngliche Kategorisierung benennt 14 Wesen, mit Hinweisen auf ein weiteres.
- The Buried (vom engl. buried, „begraben“): die Angst vor dem Ertrinken, Ersticken oder lebendig begraben werden; Klaustrophobie; überwältigt sein von Verantwortungen
- The Corruption („das Fäulnis“): die Angst vor Krankheiten, Schmutz, Fäule
- The Dark („die Dunkelheit“): die Angst vor dem Dunkeln, vor Kreaturen im Dunkeln
- The Desolation („die Verwüstung“): die Angst vor sinnloser Zerstörung, Feuer, Verlust und Schmerz
- The End („das Ende“): die Angst vor dem Tod
- The Extinction („die Auslöschung“): die Angst vor der Zerstörung der Natur und der Menschheit, vor katastrophalen Veränderungen. The Extinction ist das Wesen, welches nicht zu den ursprünglichen 14 zählt, da es erst später entstand bzw. entdeckt wurde.
- The Eye („das Auge“): die Angst davor beobachtet, verfolgt oder entblößt zu werden; die Angst vor Wissen, welches einem selbst schaden kann
- The Flesh („das Fleisch“): geboren aus der Angst von Tieren, nur zum Schlachten gezüchtet zu werden; die menschliche Erkenntnis, dass nur animiertes Fleisch zu sein
- The Hunt („die Jagd“): die Angst gejagt zu werden und Beute zu sein
- The Lonely („die Einsamkeit“): die Angst vor Einsamkeit, Isolation, von seinen Mitmenschen abgetrennt zu sein
- The Slaughter („das Gemetzel“): die Angst unvorhersehbarer Gewalt und Schmerz
- The Spiral („die Spirale“): die Angst vor Wahnsinn, Täuschung, Lügen
- The Stranger („der Fremde“): die Angst vor dem Unbekannten und Unheimlichen
- The Vast (vom engl. vast, „weit, riesig“): die Angst vor großen, offenen Flächen wie dem Himmel oder dem Ozean; Höhenangst; Bedeutungslosigkeit
- The Web („das Netz“): die Angst, manipuliert oder kontrolliert zu werden, besonders ohne es zu bemerken

## Rezeption
The Magnus Archives erhielt positive Kritiken. Der Podcast fand Erwähnung in der New York Times und taucht online auf zahlreichen Empfehlungslisten auf, z. B. auf Polygon, The Oprah Magazine, The Verge, Screen Rant und Cosmopolitan. Außerhalb des englischen Sprachraums wurde The Magnus Archives schon in der Süddeutschen Zeitung und Le Monde empfohlen, sowie auf Gamers.at. Es werden sowohl die Horrorelemente und Produktionsqualität, als auch die Schauspieler und Charaktere wiederholt lobend hervorgehoben. Im Juli 2020 lag die monatliche Anzahl an Downloads des Podcasts laut einer Pressemitteilung bei 4 Millionen.
2019 gewann The Magnus Archives bei den Discover Pods Awards in der Kategorie „Best Audio Drama or Fiction Podcast“. Außerdem gewann der Podcast fünf Audio Verse Awards in den Kategorien „Writing of an Audio Play Production“, „Vocal Direction of a Production“, „Performance of a Supporting Role in an Audio Play Production“, „Performance of a Leading Role in an Audio Play Production“ und „Audio Play Production“. Auch in den Folgejahren gewann der Podcast mehrere Audio Verse Awards für Darstellung, Regie, Drehbuch und Ton: 2020 gewann er 9-mal und 2021 gewann er 11-mal. Bei den British Fantasy Awards 2021 gewann The Magnus Archives in der Kategorie „Best Audio“. 2022 wurde The Magnus Archives „Honoree“ bei den Webby Awards in der Kategorie „Scripted (Fiction) Podcasts“.

## Fan-Übersetzung
2021 veröffentlichte Ingressive eine deutsche Fan-Übersetzung von The Magnus Archives mit dem Titel „Das Magnus-Archiv“. Die Übersetzungen erfolgen durch Florian Schießler, der auch die Hauptfigur Jonathan „Jon“ Sims spielt.
Stand Juli 2025 hat Das Magnus Archiv drei Staffeln ins Deutsche übertragen.
Deutsche Sprecher:
- Florian Schießler: Jonathan „Jon“ Sims
- Lennart Volz: Martin Blackwood
- Jannis Schnitzer: Elias Bouchard
- Denis Kieswetter: Timothy „Tim“ Stoker
- Ann-Kathrin Brämer: Sasha James
- Laura Wirthmüller: Nicht!Sasha
- Malika Renz: Basira Hussain
- Franzi M.: Alice „Daisy“ Tonner
- Vio Fuchs: Melanie King
- Eva Riedlsperger: Gertrude Robinson
- Bernd Marten: Jurgen Leitner